# Chilocorus kuwanae
Espèce
Chilocorus kuwanae est une espèce de coccinelles,,, originaire d'Europe, d'Asie du Nord (à l'exception de la Chine) et d'Asie du Sud. Elle a été introduite en Amérique du Nord pour la lutte biologique contre les ravageurs.